# Douze Divisions des Soutras bouddhiques
Douze Divisions des Soutras bouddhiques, en sanskrit Dvādaśānga pravacana, en chinois shí'èrbùjīng 十二部经 ou shí'èrfēnjiào 十二分教, désignent les douze divisions des soutras qui regroupent les enseignements du Bouddha Shakyamuni, classées par les styles narratifs et par les contenus, que voici:
1. Sūtra, ch: qìjīng 契經, les sermons en prose;
2. Geya, ch: yìngsòng 應頌, narration répétitive en vers;
3. vyākaraṇa, ch: jìbié 記莂, les explications, en particulier les prédictions des avenirs de certains disciples par le Bouddha;
4. Gāthā, ch: fèngsòng 諷頌, les sermons en stances;
5. Udāna, ch: zìshuō 自說, les sermons à l'initiative de Bouddha, c'est-à-dire sans la demande des autres;
6. Nidāna, ch: yīnyuán 因缘, la narration des circonstances de l'enseignement, par exemple le prologue du soutra;
7. Avadāna, ch: pìyù 譬喻, les paraboles;
8. Itivṛttaka, ch: běnshì 本事, les pratiques et amitiés de Bouddha et de ses disciples pendant leurs vies antérieures, à part les Jātaka;
9. Jātaka, ch: běnshēng 本生, les vies antérieures de Bouddha;
10. Vaipulya, ch: fāngguǎng 方廣, les discours de grande étendue;
11. Adbhuta-dharma, ch: xīfǎ 稀法, les récits de miracles;
12. Upadeśa, ch: lùnyì 論議, les traités.